# Скендер, Дино
Дино Скендер (хорв. Dino Skender; 10 декабря, 1983, Осиек) — хорватский футбольный тренер.

## Биография
В 33 года начал самостоятельную карьеру во второй командой «Осиека» в третьей хорватской лиге. В конце марта 2019 года он сменил Зорона Зекича у руля основы.
19 июня 2020 года Дино Скендер возглавил словенскую «Олимпию» из Любляны. По ходу сезона он покинул свой пост , но менее, чем через год он вновь вернулся в команду.
30 декабря 2023 года стало известно, что хорватский специалист возглавит боснийский «Широки-Бриег». Однако уже в марте он покинул клуб из-за неудачного завершения чемпионата. Затем недолгое время руководил латвийской «Лиепаей».